# 波契大街站
波契大街站（德語：U-Bahnhof Poccistraße）是慕尼黑地铁3号线和6号线位于慕尼黑路德维希近郊-伊萨尔近郊的一座车站，毗邻慕尼黑外国人管理局。本站得名于同名街道波契大街（德語：Poccistraße），而来源于19世纪的诗人、作曲家、作家弗朗茨·冯·波契伯爵（德語：Franz Graf von Pocci）。本站于1978年5月28日开通，是在本段地铁开通后增设的新站，因此，车站站台上有着非常多的承重柱，车站的隧道也是一般的盾构隧道。